# Distrito de Mühldorf
Mühldorf es uno de los 71 distritos en que está dividido administrativamente el estado alemán de Baviera.

## Historia
Durante la Segunda Guerra Mundial, un subcampo del campo de concentración de Dachau operó en esta localidad.

## Ciudades y municipios
| Ciudades                                           | Municipios | |
| -------------------------------------------------- | --- | --- |
| 1. Mühldorf 2. Neumarkt-Sankt Veit 3. Waldkraiburg | 1. Ampfing 2. Aschau am Inn 3. Buchbach 4. Egglkofen 5. Erharting 6. Gars 7. Haag in Oberbayern 8. Heldenstein 9. Jettenbach 10. Kirchdorf 11. Kraiburg 12. Lohkirchen 13. Maitenbeth 14. Mettenheim | 1. Niederbergkirchen 2. Niedertaufkirchen 3. Oberbergkirchen 4. Oberneukirchen 5. Obertaufkirchen 6. Polling 7. Rattenkirchen 8. Rechtmehring 9. Reichertsheim 10. Schönberg 11. Schwindegg 12. Taufkirchen 13. Unterreit 14. Zangberg |